# Сухарто
Суха́рто (произношение имени на индонезийскомо файле), с 1991 года известный также как Хаджи́ Муха́ммед Сухарто (индон. Haji Muhammad Soeharto, Haji Muhammad Suharto, яв. Haji Muhammad Soeharto; 8 июня 1921[…], Кемусук, Джокьякарта, Bantul, Джокьякарта или Джокьякарта — 27 января 2008[…], Джакарта) — индонезийский военный и государственный деятель. Генерал-лейтенант (1966); в 1997 году ему было присвоено специально учреждённое воинское звание «Большой генерал» (индон. Jenderal Besar). Второй президент Индонезии — в 1966 году, согласно указу президента Сукарно, получил право действовать от его имени, после отставки Сукарно был временно исполняющим обязанности президента с 1967 по 1968 год, официально занимал пост президента с 1968 по 1998 год.
Свое правление Сухарто начал с запрета деятельности компартии и истребления коммунистов. По разным оценкам, за принадлежность к «красным» в стране было уничтожено от 500 тысяч до 2 миллионов человек. Kак авторитарный лидер, Сухарто подавлял инакомыслие и политические свободы, порой ценой жизней людей. После отставки его не раз обвиняли в коррупции. По оценкам западных экспертов, Сухарто присвоил до 35 миллиардов долларов, что является «рекордом» для государственного деятеля его уровня.
Семья Сухарто — одна из богатейших в Индонезии, владеет акциями многочисленных фирм и предприятий.

## Особенности имени
Как и многие яванцы, Сухарто не имел фамилии, «Сухарто» — его единственное имя, полученное при рождении. Буквальное значение имени — «хорошее имущество» (яв. Su — хороший и яв. Harto — имущество, добро́, то есть «богатый»). Имя «Мухаммед» было принято им в конце жизни — в 1991 году, после совершения паломничества в Мекку вместе с традиционной в подобных случаях приставкой «хаджи». Кроме того, встречается двоякое написание его имени: как Soeharto — в соответствии с нормами индонезийского языка, существовавшими до 1970-х годов, по которым звук «у» передавался диграфом «ое», и как Suharto — в соответствии с современными нормами индонезийского.
В соответствии с индонезийскими социокультурными традициями, исключительно популярной формой обращения к Сухарто, фигурировавшей в годы его правления как в СМИ, так и на официальном уровне, было Пак Ха́рто (индон. Pak Harto) — представляющее собой обычное для индонезийцев обращение к зрелому мужчине «Pak» (буквально — отец, папаша) в сочетании с традиционной для яванцев сокращённой формой личного имени. В западной и — реже — индонезийской публицистике фигурировал под прозвищем Улыбающийся генерал (англ. Smiling General, индон. Sang Jenderal yang Tersenyum).

## Ранние годы жизни
Родился 8 июня 1921 года в яванском посёлке Кемусук, входящем в состав низовой административной единицы (десы) Аргомульё, которая в то время входила в состав района Годеан (в настоящее время входит в состав района Седаю округа Бантул особого округа Джокьякарта). Кемусук находится в 15 километрах от города Джокьякарта — столицы султаната Джокьякарта и культурного центра яванцев. В то время Джокьякарта входила в состав Голландской Ост-Индии. Будущий президент происходил из простой яванской семьи. У его отца Кертосудиро (яв. Kertosudiro) было, кроме Сухарто, двое детей от первого брака. Мать Сухарто, Сукира (яв. Sukirah) была потомком султана Хаменгкубувоно V и его первой наложницы .
Отсутствие данных о раннем периоде жизни Сухарто породило различные слухи о его происхождении. В частности, высказывались версии о том, что Сухарто — незаконнорожденный сын джокьякартского аристократа, а также о том, что его настоящий отец — торговец, происходящий из индонезийских китайцев. Биограф Сухарто Роберт Элсон полагает, что эти слухи не могут быть полностью опровергнуты, однако нужно принять во внимание, что многие из этих слухов имеют политический подтекст.
Спустя пять недель после рождения Сухарто отдали на попечение его бабушки, Кромодирьо (индон. Kromodiryo). Вскоре Кертосудиро и Сукирах развелись, позже оба вступили в повторный брак. В возрасте трёх лет бабушка вернула Сухарто матери, которая к тому времени вступила в повторный брак с местным фермером. В 1929 году отец Сухарто забрал мальчика к себе. Некоторое время будущий президент жил с отцом, его сестрой и её мужем Правировихарджо (индон. Prawirowihardjo) в городе Вурьянторо. В следующие два года мальчик несколько раз менял место жительства, переезжая от отца к матери и обратно.
Правировихарджо многое сделал для того, чтобы его племянник получил хорошее образование. Сначала Сухарто обучался в яванской средней школе «Sekolah Rakjat» в Воногири, а затем в средней школе мусульманской организации «Мухаммадия» в Джокьякарте. Там Сухарто, кроме прочего, обучался древнеяванским магическим искусствам у местного дукуна (индон. dukun — гуру). Во время своего пребывания на посту президента Сухарто часто использовал тайный язык древних яванцев, которому научился в молодости.
В 1939 году, после окончания средней школы, Сухарто устроился на работу клерком в местное отделение «Народного банка» (нидерл. Volksbank) в Вурьянторо, но вскоре был вынужден уволиться из-за того, что его единственный рабочий костюм был порван в результате велосипедного наезда. Чтобы избежать безработицы, он заключил краткосрочный контракт (нидерл. Kortverband) с Королевской Голландской Ост-Индской армией — к этому времени, в связи с нехваткой кадров и оккупацией Нидерландов Третьим Рейхом, представители коренного населения, в том числе и яванцы, стали допускаться к армейской службе.

## Армейская карьера

### Служба в колониальной армии
Датой начала военной службы Сухарто считается 1 июня 1940 года. Начальную военную подготовку он получил в военной школе форта Кочиус (индон. Fort Cochius) в Гомбонге, в 120 километрах к западу от Джокьякарты. После завершения обучения Сухарто был определён в XIII батальон, расквартированный в Рампале, недалеко от Маланга. Во время службы Сухарто переболел малярией. Позже его направили в Гомбонг для дальнейшего обучения. В конце 1941 года, по окончании училища для младших командиров (нидерл. Kaderschool), он получил звание сержанта.

### Служба при японской оккупации
В 1942 году, после начала японского вторжения в Индонезию, Сухарто получил назначение в Бандунг, где должен был служить в резерве, однако японцы заняли город прежде, чем он успел прибыть к месту службы. Чтобы избежать интернирования, он ушёл из голландской колониальной армии и вернулся в Вурьянторо как частное лицо. 1 ноября 1942 года Сухарто вступил в ряды индонезийских полицейских сил, сформированных под руководством японцев. После трёх месяцев обучения, он был назначен помощником инспектора (яп. 警部補 кэйбухо) Джокьякарты.
В октябре 1943 года Сухарто был переведён на службу в сформированное японцами из индонезийцев ополчение ПЕТА (индон. Pembela Tanah Air, PETA — «Защитники Родины»). Пройдя обучение в учебном центре PETA в Богоре, он был назначен командиром взвода (яп. 小団長 сё:дантё:). Индонезийские воинские формирования, созданные при японской оккупации, обучались по кодексу самураев «бусидо» (в варианте, приспособленном японцами для Индонезии). Во время службы в армии Сухарто увлёкся националистическими идеями и стал убеждённым сторонником независимости Индонезии. Биограф Сухарто О. Э. Рудер (англ. O.E.Roeder) в своей книге «Улыбающийся генерал» (англ. The Smiling General) пишет, что он часто был жесток по отношению к сослуживцам и мирным жителям, но в то же время не имел склонности к излишнему проявлению насилия. Сослуживец Сухарто, японский лейтенант Накамото Ёсиюки (яп. Nakamoto Yoshiyuki) описывает его как скромного и умного офицера, никогда не терявшего контроль над собой.
В 1944 году Сухарто был переведён в Ватес (индон. Wates) — город, расположенный недалеко от Джокьякарты. Позже он был отправлен на трёхмесячное обучение в Богор, получив в августе 1944 года назначение на должность командира роты (яп. 中団長 тю:дантё:). С 1944 по 1945 год Сухарто руководил обучением новобранцев в Джакарте, Суракарте и Мадиуне. В марте 1945 года его перевели в восточнояванский город Бребег (индон. Brebeg). 15 августа, после капитуляции японских войск, Бребег перешёл под контроль Индонезии, через два дня официально провозгласившей свою независимость. Сухарто продолжил службу в индонезийской армии.

### Война за независимость Индонезии

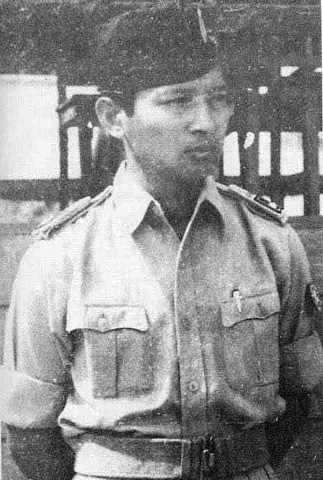
Сухарто в звании подполковника. 1947 год.

17 августа 1945 года была провозглашена независимость Индонезии; президентом нового государства стал Сукарно, вице-президентом — Мохаммад Хатта. На следующий день, 18 августа, подразделение, в котором служил Сухарто в Бребеге, было расформировано, и он вернулся в Джокьякарту, где несколько дней спустя был зачислен в местное подразделение вооружённых сил нового государства, которые были учреждены 22 августа под названием «Служба народной безопасности» (СНБ; индон. Badan Keamanan Rakjat) и переименованы 5 октября в «Национальную армию Индонезии» (НАИ; индон. Tentara Nasional Indonesia). Вскоре Сухарто был назначен заместителем начальника джокьякартского подразделения СНБ Умара Сламета (индон. Oemar Slamet). В начале октября силы СНБ под командованием Сламета и Сухарто захватили японские казармы в джокьякартском районе Котабару. Позднее Сухарто был назначен начальником джокьякартского подразделения СНБ; под его руководством был осуществлён захват аэродрома Магуво (ныне Международный аэропорт Адисуципто) — захваченные самолёты стали основой Индонезийских ВВС.
После того, как СНБ была реорганизована в Национальную армию Индонезии, подразделение Сухарто было включено в состав 9-й дивизии, расквартированной в Джокьякарте под командованием полковника Сударсоно (индон. Soedarsono). Сам Сухарто, учитывая его прошлые заслуги, был назначен командующим 10-м батальоном, также ему было присвоено звание майора. 19 октября 49-я британская бригада захватила портовый город Семаранг и начала наступление на Джокьякарту. Целями британского вторжения были освобождение британских военнопленных, находившихся в Индонезии во время Второй мировой войны и интернирование японских военнослужащих. Также Великобритания поддерживала стремление Нидерландов восстановить контроль над Индонезией. В ноябре 1945 года в районе Амбаравы и Магеланга произошло сражение между британскими войсками и силами Национальной армии Индонезии.
12 декабря индонезийские войска под командованием полковника Судирмана начали наступление на позиции британских войск. Батальон Сухарто занял город Баньюбиру. Несмотря на то, что британцы проводили массированные артобстрелы и бомбардировки города, батальон удерживал Баньюбиру в течение четырёх дней. 16 декабря британские войска, опасаясь окружения, отступили из Амбаравы в Семаранг, в результате чего вся Центральная Ява, за исключением Семаранга и прилегающей территории, перешла под контроль НАИ. 18 декабря 1945 года в Джокьякарте состоялась конференция НАИ, на которой Сухарто, как один из наиболее отличившихся офицеров, получил назначение на должность командира 3-го полка 9-й дивизии и повышен в звании до подполковника.
В январе 1946 года 9-я дивизия, в которой служил Сухарто, была объединена с 5-й дивизией в новую 3-ю дивизию под командованием полковника Сударсоно. 12 марта 1946 года голландская бригада «Т» (нидерл. Tijger) высадилась в Семаранге и, после вывода оттуда британских войск, взяла город под свой контроль. 17 марта бригада «Т» начала наступление на индонезийские войска, расположенные в окрестностях Семаранга. Индонезийцам удалось остановить голландское наступление; во время этого сражения подполковник Сухарто вновь отличился.
В середине 1946 года правительство Индонезии, возглавляемое Сутаном Шариром, вступило в мирные переговоры с голландцами. Это вызвало недовольство в широких слоях армии и гражданского населения; сторонники продолжение войны вошли в оппозиционное объединение «Единство борьбы» (индон. Persatoean Perdjoangan), возглавляемое одним из лидеров компартии Таном Малака и поддерживаемое Судирманом. 27 июня 1946 года «Единство борьбы» организовало похищение Шарира, который в тот момент находился в Джокьякарте. Похищение было организовано командующим 3-й дивизией полковником Сударсоно и командующим джокьякартским гарнизоном майором Джусуфом (индон. Joesoef): позже Сударсоно утверждал, что приказ о похищении был отдан Судирманом. Президент Сукарно приказал начальнику штаба 3-й дивизии Умару Джою (индон. Oemar Djoy) и подполковнику Сухарто арестовать офицеров, организовавших похищение, в том числе и их непосредственного командира Сударсоно. Однако Сухарто не выполнил приказ и не произвёл ареста Сударсоно — полковник был арестован 3 июля в президентской резиденции в Джокьякарте, куда он прибыл с визитом к Сукарно. Вскоре после его ареста премьер-министр Шарир был освобождён; также была пресечена попытка похищения вице-президента Мохаммада Хатты и министра обороны Амира Шарифуддина.
В августе 1946 года Сухарто был назначен командующим 22-го полка 3-й дивизии, которую возглавил Бамбанг Сугенг (индон. Bambang Soegeng). В конце 1946 года полк Сухарто оборонял от наступающих голландских войск район Амбаравы. Роберт Элсонв своей книге «Сухарто: Политическая биография» (англ. Suharto: A Political Biography) утверждает, что в этот период Сухарто получал доход от провоза наркотиков по территории, контролируемой его подразделением.
21 июля 1947 года голландские войска начали крупномасштабное наступление против войск Республики Индонезия, полк Сухарто был вынужден оставить Амбараву и Салатигу. 4 августа Совет Безопасности ООН принял резолюцию, в которой потребовал от Нидерландов прекратить военные действия в Индонезии.
После подписания Ренвилльского соглашения о прекращении огня, Сухарто некоторое время служил на юге области Кеду, затем был вновь переведён в Джокьякарту, где получил назначение на должность командира 3-го полка 10-й бригады. В конце 1948 года он, встретился в восточнояванском городе Мадиун с руководителями коммунистического мятежа, впоследствии подавленного вооружёнными силами, сохранившими верность правительству Сукарно.
19 декабря 1948 года голландцы начали новое наступление, в результате которого была захвачена большая часть Явы, а также взяты в плен Сукарно и Хатта. В это время подразделение, которым командовал Сухарто, было расквартировано в Пурвореджо и не смогло остановить продвижения голландских войск на Джокьякарту — вскоре этот город, временная столица Индонезии, был взят голландцами без боя.
После падения Джокьякарты индонезийская армия перешла к тактике партизанской войны. 10-я бригада была разделена на два подразделения: два её батальона были переброшены в область Кеду, а другие два, под командованием Сухарто, были размещены на холмах Менорех (индон. Menoreh), недалеко от Джокьякарты. Это соединение получило название Wehrkreise III, в его задачу входило ведение партизанской войны в окрестностях Джокьякарты.
В 1948—1949 годах подразделение Сухарто совершило несколько успешных рейдов в тылу голландских войск, самые значительные из которых состоялись 29 декабря 1948 года, 9 января 1949 года, в середине января 1949 года и в середине февраля 1949 года. В период с декабря 1948 по январь 1949 года потери голландцев в результате рейдов Сухарто составили 44 убитых и 152 раненых. 1 марта 1949 года силы Сухарто и подразделения местной милиции начали генеральное наступление (индон. Serangan Umum) на Джокьякарту; им удалось захватить часть города и несколько часов удерживать её за собой. Гражданское население города поддержало действия партизан.
В период президентства Сухарто в индонезийской публицистике была распространена версия о том, что Сухарто единолично руководил Джокьякартской операцией, однако ей также руководили султан Джокьякарты Хаменгкубувоно IX и командующий 3-й дивизией полковник Бамбанг Сугенг (индон. Bambang Sugeng). События в Джокьякарте вновь привлекли внимание мирового сообщества к событиям в Индонезии — Совет Безопасности ООН потребовал от Нидерландов прекратить военные действия и возобновить переговоры.
7 мая 1949 года было подписано соглашение Рума — ван Ройена, по условиям которого военные действия между голландскими и индонезийскими войсками вновь прекращались. Согласно этому соглашению, Джокьякарта вновь переходила под индонезийский контроль, также голландцы обязались освободить всех руководителей Индонезии, взятых ими в плен, в том числе Сукарно, Хатту и Судирмана. Сухарто было поручено сопровождать Судирмана, больного туберкулёзом, из области Воносари (индон. Wonosari) в Джокьякарту, где проходил парад 10-й бригады.
После того, как 27 декабря 1949 года Нидерланды официально признали независимость Индонезии, 10-я бригада, в которой служил Сухарто, была переименована в 3-ю бригаду и расквартирована в Джокьякарте и в центральнояванских районах Пурвореджо и Кебумен.

### Служба в 1950-х годах

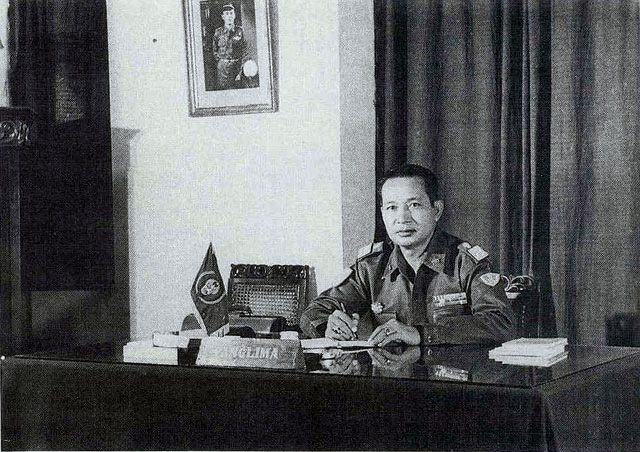
Сухарто в кабинете, 1963 год.

Вскоре после достижения независимости Сухарто был назначен командиром 3-й бригады и повышен в звании до полковника. В апреле 1950 года 3-я бригада участвовала в подавлении сепаратистского мятежа в Восточной Индонезии, известного как Макассарское восстание. Во время пребывания в Макассаре Сухарто жил по соседству с семьёй Хабиби, старший сын которых, Бухаруддин Юсуф Хабиби, был в 1998 году избран вице-президентом страны, а после отставки Сухарто стал президентом.
В ноябре 1951 года Сухарто был назначен командующим бригадой «Прагола» (индон. Pragola), базирующейся в Салатиге, к северу от Джокьякарты. Через месяц после его назначения на эту должность, 426-й батальон бригады «Прагола» присоединился к восстанию, поднятому в Центральной Яве мусульманской организацией «Даруль Ислам». В январе 1952 года Сухарто был поручен разгром мятежного батальона. В результате крупномасштабной военной операции батальон был разгромлен; окончательно Центральная Ява была очищена от мятежников в 1957 году в результате серии операций, проведённых генералом Ахмадом Яни.
В ноябре 1956 года Сухарто был назначен командующим дивизией Дипонегоро, расквартированной в Центральной Яве. В 1957 году, после того, как президент Сукарно ввёл в стране военное положение, Сухарто получил полномочия военного администратора Центральной Явы. В 1958 году дивизия Сухарто участвовало в подавлении восстания в Центральной Суматре и Северном Сулавеси.
В конце 1950-х годов Сухарто знакомится с китайскими предпринимателями Судоно Салимом и Бобом Хасаном, ставшими во время его президентства его приближёнными и одними из самых влиятельных людей в Индонезии. С помощью своих офицеров, будущих помощников президента — майоров Джога Сугама (индон. Joga Sugama), Суджоно Хумардани (индон. Sudjono Humardani) и Али Муртопо (индон. Ali Murtopo), Сухарто создал два военных фонда (индон. Jajasan), в которые направлялись сборы с местных предприятий. Средства из этих фондов шли на удовлетворение нужд Судоно Салима и Боба Хасана, на выплату жалования солдатам и офицерам дивизии Дипонегоро, а также на кредитование крестьян и малообеспеченных горожан. В начале 1959 года капитал фондов Сухарто оценивался в 35 381 935 индонезийских рупий (около 786 265 долларов США).
Незаконная деятельность Сухарто привлекла внимание начальника центральнояванской полиции подполковника Сунарджо Тиртонегоро (индон. Sunarjo Tirtonegoro), который донёс на него высшему командованию армии. Главнокомандующий Насутион послал в Центральную Яву генерального инспектора армии бригадного генерала Сунгконо (индон. Sungkono) для расследования этого дела. По итогам расследования Сухарто были предъявлены обвинения в систематическом злоупотреблении властью и нецелевом использовании средств. 14 ноября 1959 года Сухарто был смещён с поста командующего дивизией Дипонегоро, его сменил генерал Гатот Суброто. Командование армии приняло во внимание его прошлые заслуги, он не только не был уволен из армии, но и зачислен в Академию Генерального штаба в Бандунге.
Во время обучения в Академии Сухарто получил возможность заполнить пробелы в своём образовании — высшего образования он не получил. Многие офицеры, с которыми он познакомился в Бандунге, в частности заместитель ректора Академии полковник Суварто (индон. Suwarto), считали, что индонезийское общество ещё недостаточно развито для того, чтобы противостоять растущему влиянию коммунизма, и что полномочия армии должны быть значительно расширены для поддержания стабильности в обществе. 17 декабря 1960 года Сухарто защитил дипломную работу по теме «Территориальная война как концепция обороны Индонезии» (англ. Territorial Warfare as conception of Indonesian defence).

### Служба на высших командных должностях

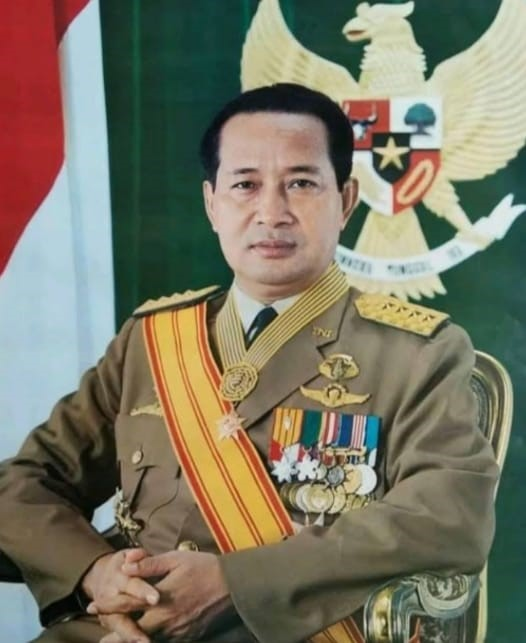
Сухарто в генеральской форме

В марте 1961 года Сухарто был назначен командующим вновь созданного Главного резервного корпуса Сухопутных войск (Чадуад; индон. Tjadangan Umum Angkatan Darat; Tjaduad) — сил быстрого реагирования в составе индонезийской армии. В 1963 году Чадуад был преобразован в Командование стратегического резерва Сухопутных войск (Кострад; индон. Komando Strategis Angkatan Darat; Kostrad). Находясь в должности командира Кострад, Сухарто учредил фонд «Дарма Путра» (индон. Jajasan Kesedjahteraan Sosial Darma Putra), через который в деловых кругах собирались обильные пожертвования, направлявшиеся — по крайней мере, формально — на нужды социального обеспечения военнослужащих и их семей. Позже Сухарто стал владельцем таких предприятий как авиакомпания «Mandala Airlines»(основана в 1969 году) и банк «Винду Кентджана» (индон. Windu Kentjana, основан в 1967 году, управлялся Судоно Салимом) — позже этот банк вошёл в состав Bank Central Asia, ныне одного из крупнейших банков Индонезии. Прибыль от этих предприятий поступала в фонд «Дарма Путра».
19 декабря 1961 года президент Сукарно заявил, что Нидерланды готовят провозглашение квази-независимого государства в Западном Ириане — индонезийской территории, удерживаемой голландцами. 2 января 1962 года по распоряжению Сукарно было создано территориальное командование «Мандала» (индон. Komando Mandala), включавшее в себя несколько военных округов Восточной Индонезии со штаб-квартирой в Макассаре. Основной задачей новой структуры была провозглашена борьба за возвращение Западного Ириана. Командующим «Мандала» был назначен Сухарто, одновременно ему было присвоено звание генерал-майора. «Мандала» занималась организацией партизанской войны в Западном Ириане — на Новую Гвинею было переброшено около трёх тысяч солдат, также готовилась десантная операция по захвату Западного Ириана (операция «Джаявиджая» — индон. Operasi Djajawidjaja), для участия в которой на острове Биак было сосредоточено 20 тысяч солдат. Однако, после подписания в августе 1963 года Нью-Йоркского соглашения, согласно которому Западный Ириан должен был перейти Индонезии, нужда в десантной операции отпала. 1 октября 1962 года Западный Ириан перешёл под временный контроль ООН, а 1 мая 1963 года был официально передан Индонезии — в этот день в столице Западного Ириана, городе Холландия (ныне Джаяпура) состоялся военный парад, которым командовал Сухарто .
В 1964 году обострились отношения между Индонезией и недавно созданной Федерацией Малайзии, которую Сукарно назвал «марионеточным государством империалистической Великобритании». Причиной конфликта было вхождение в состав Малайзии Саравака и Сабаха, на территорию которых претендовала Индонезия. В январе 1965 года в целях координации действий индонезийских войск, участвовавших в конфронтации с Малайзией, было создано командование «Мандала Сиага» (индон. Komando Mandala Siaga (KOLAGA)). Первым заместителем командующего «Мандала Сиага» был назначен Сухарто. Индонезия оказывала поддержку Коммунистической партии Северного Калимантана, что вызывало у многих военных, в том числе и у Сухарто, негативное отношение к конфликту, связанное с боязнью усиления компартии в своей стране. В конце 1964 — начале 1965 года Сухарто и его ближайший сподвижник подполковник Али Муртопо начали секретные переговоры о перемирии с малайзийским правительством.

## Попытка государственного переворота 30 сентября 1965 года и приход к власти

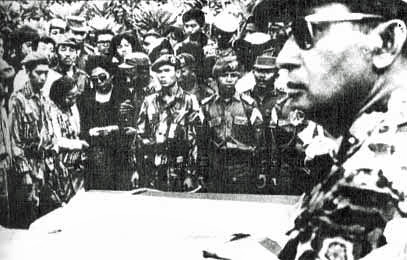
Генерал-майор Сухарто (справа, на переднем плане) на похоронах генералов, убитых по приказу лидеров «Движения 30 сентября». 5 октября 1965 года

В ночь с 30 сентября на 1 октября 1965 года в Индонезии организацией «Движение 30 сентября» была предпринята попытка государственного переворота. Подразделения полка президентской охраны, при поддержки двух батальонов, прибывших с Центральной и Восточной Явы, арестовали и расстреляли шесть генералов, занимавших ключевые позиции в командовании сухопутными войсками; также они планировали ликвидировать начальника штаба армии генерала Насутиона, но ему удалось скрыться. Повстанцами были заняты столичная площадь Медан Мердека и джакартская радиостанция; утром 1 октября один из лидеров восставших, подполковник Унтунг Шамсури объявил по радио о свержении Сукарно и о переходе всей полноты власти к Революционному Совету. К этому времени Сухарто стал наиболее высокопоставленным лицом в командовании вооружённых сил.
Утром 1 октября Сухарто, как командующий Кострад, взял на себя командование операцией по подавлению мятежа. К вечеру 1 октября подразделения индонезийской армии, верные правительству, взяли столицу под свой контроль. В своём радиообращении к нации Сухарто назвал участников «Движения 30 сентября» контрреволюционерами и заявил, что армия сделает всё для разгрома мятежников и защиты президента Сукарно. Вскоре несколько батальонов в Центральной Яве, выступивших на стороне мятежников, перешли на сторону правительства. Оставшиеся мятежники укрылись на авиабазе Халим (индон. Halim), также там находились президент Сукарно, командующий ВВС Омар Дани и лидер Коммунистической партии Индонезии Дипа Айдит — позже они были обвинены в соучастии мятежу. Сухарто предъявил лидерам «Движения 30 сентября» ультиматум, потребовав от них немедленно прекратить сопротивление.
Ко 2 октября мятеж был окончательно подавлен. В настоящее время существует две основные версии того, кто был организатором Движения 30 сентября. Согласно одной из них, принятой в официальной индонезийской историографии во время правления Сухарто, переворот был организован Коммунистической партией и поддержан Сукарно. Согласно другой версии, неудавшуюся попытку переворота использовал Сухарто с целью захвата власти.
После подавления мятежа Сухарто и армейское командование обвинили в организации переворота компартию — сначала в Джакарте, а затем и в провинции начались антикоммунистические погромы и массовые казни коммунистов. Были организованы отряды местных жителей (мусульманские KAP Gestapu, молодёжные КАМИ и КАППИ), которые вместе с армейскими подразделениями, прежде всего парашютно-десантным спецназом полковника Сарво Эдди, участвовали в антикоммунистическом терроре под лозунгами TRITURA. Не менее полумиллиона человек было убито,около полутора миллионов — арестовано.
2 октября Сукарно назначил Сухарто главнокомандующим армией. 1 ноября было сформировано командование «Копкамтиб» (индон. Kopkamtib, от индон. Komando Operasi Pemulihan Keamanan dan Ketertiban — Оперативное командование по восстановлению безопасности и порядка), которое также возглавил Сухарто. К январю 1966 года компартия была полностью разгромлена. К этому времени власть фактически перешла к высшему армейскому командованию во главе с Сухарто, хотя Сукарно продолжал формально оставаться президентом.
1 февраля 1966 года Сухарто было присвоено звание генерал-лейтенанта, вскоре он был назначен министром обороны. 11 марта 1966 года Сукарно подписал декрет, известный как «Суперсемар» (индон. Supersemar, от индон. Surat Perintah Sebelas Maret — Указ от 11 марта), согласно которому Сухарто получал право «действовать от имени президента». 12 марта 1967 года Временный народный консультативный конгресс (ВНКК) отстранил Сукарно от должности президента, назначив Сухарто исполняющим обязанности президента; бывший президент был помещён под домашний арест. 27 марта 1968 года на специальной сессии ВНКК Сухарто был официально избран на пост президента Индонезии.

## Президентство

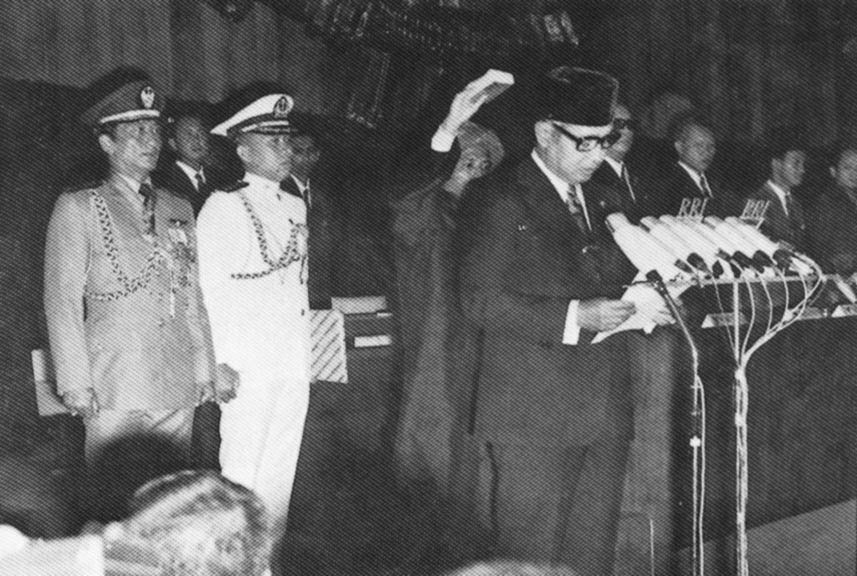
Сухарто приносит присягу в качестве президента Индонезии. Март 1968 года

Первоначально командование вооружённых сил рассматривало Сухарто в качестве переходной фигуры, надеясь позже отстранить его от власти, однако он сумел удержать власть. Сухарто назвал своё правление «Новым порядком» (индон. Orde Baru), подчёркивая его отличия от «Старого порядка» — правления Сукарно. Весь период его президентства большое влияние на жизнь страны оказывала армия, представители вооружённых сил постоянно входили в состав кабинета министров, парламента — Народного консультативного конгресса, а также руководства правительственной партии «Голкар».
В целях поддержания порядка внутри страны, Сухарто значительно увеличил финансирование государственного аппарата. Значительно увеличилось влияние вооружённых сил, которые стали ведущей политической силой в Индонезии. Были наделены широкими полномочиями «Копкамтиб» и Государственный комитет по координации разведывательной деятельности (индон. Badan Kordinasi Intelijen Negara (BAKIN)). В целях улучшения снабжения населения рисом и другими товарами, поставляемыми Агентством США по международному развитию, был создан Государственный комитет по логистическому обеспечению (индон. Badan Urusan Logistik (BULOG)).
После прихода к власти Сухарто произошли серьёзные изменения во внешней политике Индонезии. Субандрио, министр иностранных дел при Сукарно, был смещён со своего поста и приговорён к пожизненному заключению, его место занял Адам Малик. Вскоре были восстановлены нормальные дипломатические отношения с Малайзией и США; Индонезия, вышедшая из ООН в 1965 году, вновь вернулась в эту организацию. Дипломатические отношения с КНР, активно развивавшиеся до 1965 года, были разорваны и вновь восстановлены лишь в 1990 году. В 1967 году Индонезия стала одним из основателей АСЕАН. Основным принципом индонезийской внешней политики был официально провозглашён нейтралитет.
В 1965 году был создан блок «Секбер Голкар» (индон. Sekber Golkar, от индон. Sekretariat Bersama Golongan Karya — Объединённый секретариат функциональных групп; также известен под сокращённым названием «Голкар» (индон. Golkar, от индон. Golongan Karya — Функциональные группы) — проправительственное объединение, включающее в себя множество различных организаций; с 1974 года председателем «Голкар» был Сухарто .

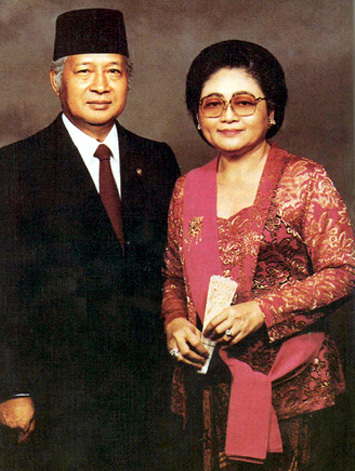
Сухарто и его жена Сити Хартинах

В 1967 году был принят документ, названный «Основные меры для решения проблемы китайцев в Индонезии» и ряд других документов, согласно которым были закрыты все газеты на китайском языке, кроме одной, и большая часть китайских школ. Китайцам также было запрещено проводить религиозные церемонии и говорить на своём языке за пределами своих домов, им рекомендовали сменить свои китайские имена на индонезийские. После отставки Сухарто индонезийским китайцам была возвращена большая часть прав, которые они имели до 1967 года.
К 1968 году правительству Сухарто удалось обуздать гиперинфляцию, были приняты меры по привлечению иностранных инвестиций. Иностранные компании получили право на разработку полезных ископаемых Индонезии, страна начала получать помощь от Всемирного банка, Агентства США по международному развитию, крупных транснациональных корпораций и транснациональных банков. Кроме добычи полезных ископаемых, иностранный капитал также сыграл большую роль в развитии индонезийской промышленности.
В 1969 году, в соответствии с Нью-Йоркским соглашением, в Западном Ириане был проведён референдум по вопросу о государственной принадлежности. В голосовании, названном индонезийскими СМИ «Акт о свободном выборе» (индон. Penentuan Pendapat Rakyat, (PEPERA)), участвовали не все жители Западного Ириана, а только специально избранные делегаты, которые проголосовали за сохранение этой территории в составе Индонезии. В связи с тем, что в референдуме участвовало не всё население Западного Ириана, местные сепаратисты отказались признать законность голосования.

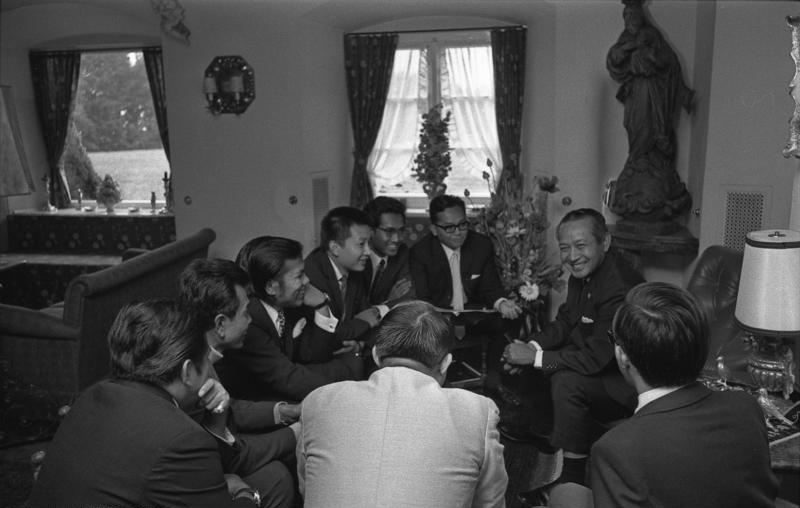
Сухарто во время визита в ФРГ. 1970 год

К началу 1970-х годов индонезийская экономика полностью оправилась от кризиса, вызванного событиями 1965 года. В течение всего президентства Сухарто, вплоть до экономического кризиса 1997 года, экономика Индонезии находилась в состоянии роста. За это время существенно повысился уровень жизни населения, начала осуществляться программа планирования семьи.
Но несмотря на предпринимаемые правительством меры по борьбе с бедностью, к середине 1990-х годов четыре из пяти индонезийцев жили на доход менее одного доллара в день.
В 1970 году в Индонезии начались массовые студенческие волнения, участники которых требовали от правительства активизировать борьбу с коррупцией. Эти волнения были разогнаны силами правопорядка, их организаторы арестованы. Специально созданная правительственная комиссия провела расследование, которое выявило множество случаев коррупции; из них были официально признаны президентом только два случая. Официальные итоги расследования не были опубликованы.
В 1973 году по инициативе Сухарто было сокращено число политических партий и сформированы две крупные партии — Демократическая партия Индонезии, объединившая партии националистической и христианской ориентации, и Партия единства и развития, объединившая партии мусульманской ориентации. В выборах в индонезийский парламент — Народный консультативный конгресс (НКК) принимали участие только эти две партии и «Голкар»; при этом «Голкар» всегда получал большинство голосов. Также в НКК при Сухарто были представлены так называемые «функциональные группы населения» — вооружённые силы, женские, молодёжные и другие организации, депутаты от которых назначались президентом. Видную роль в политике играла массовая праворадикальная молодёжная организация Молодёжь Панчасила (основатель — Абдул Харис Насутион, с 1981 года председатель — Джапто Сурджосумарно), тесно связанная с армейским командованием и криминальными структурами.
В 1975 году Индонезия оккупировала Восточный Тимор, а в следующем году объявила эту территорию своей провинцией, что не было признано ООН; в 1999 году в Восточном Тиморе был проведён референдум, на котором большинство жителей высказалось за независимость. За время индонезийской оккупации погибли от голода, болезней и рук индонезийских военных, по одним оценкам, около 90 тысяч, по другим — более 200 тысяч жителей Восточного Тимора.
В 1976 году движение «Свободный Ачех» (индон. Gerakan Aceh Merdeka (GAM)) объявило об отделении Ачеха от Индонезии. Индонезийская армия подавила восстание, лидеры движения эмигрировали в Швецию. Напряжённая ситуация в Ачехе сохранялась в течение всего правления Сухарто; в 1990 году Ачех был объявлен районом проведения военной операции.
5 мая 1980 года группа видных академиков, политических и военных деятелей, включая бывшего командующего армией Насутиона, подала президенту Сухарто петицию, известную как «Петиция пятидесяти» (индон. Petisi 50), в которой обвиняла его в использовании национальной идеологии «Панча Сила» в своих интересах. Многие деятели, подписавшие петицию, стали жертвами репрессий. Индонезийские СМИ никак не прокомментировали это событие.
В марте 1983 года на сессии Народного консультативного конгресса Сухарто было присвоен почётный титул «Отец развития» (индон. Bapak Penbangunan)
В период «Нового порядка» президент и его семья, владевшие многими предприятиями и банками, а также специальными фондами (индон. Yayasan), оказывали большое влияние на экономическую жизнь страны. Также большим влиянием пользовались приближённые президента из числа военных и предприниматели китайского происхождения — в частности, Судоно Салим и Боб Хасан. Доходы из фондов, контролировавшихся Сухарто, шли на личные и семейные нужды, а также на выплату субсидий военнослужащим.
В 1988 году Индонезия стала одним из основателей организации Азиатско-Тихоокеанское экономическое сотрудничество (АТЭС).

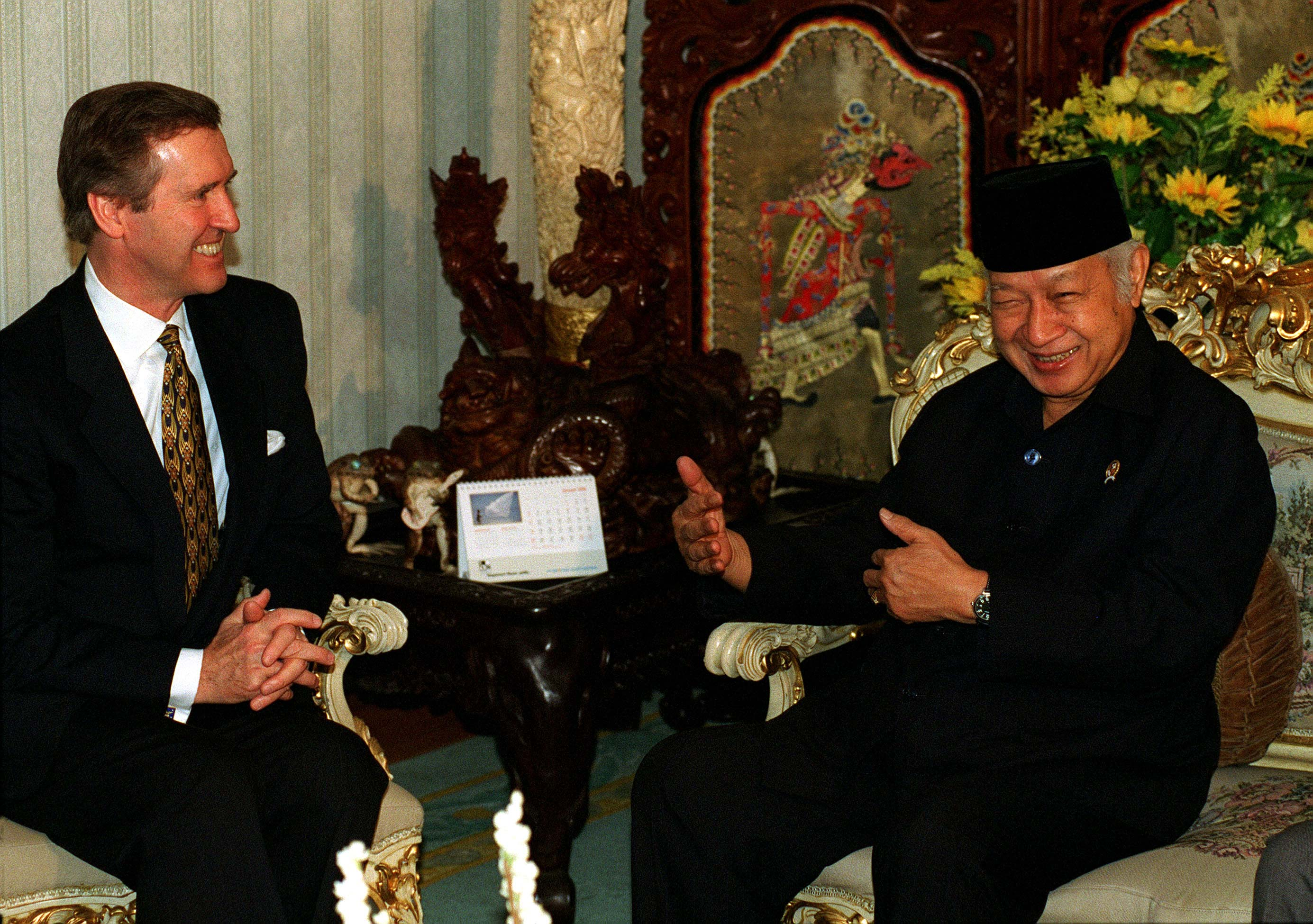
Сухарто и секретарь обороны США Уильям Коэн, 14 января 1998 года.

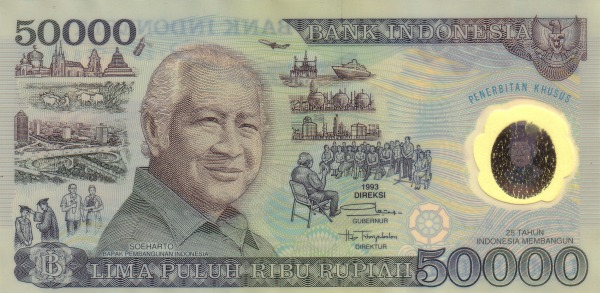
Сухарто на памятной банкноте в 50 000 рупий, посвящённой 25-летию его правления (1993). Подпись под его портретом: «Сухарто. Отец развития Индонезии» (Suharto. Bapak Pembangunan Indonesia).

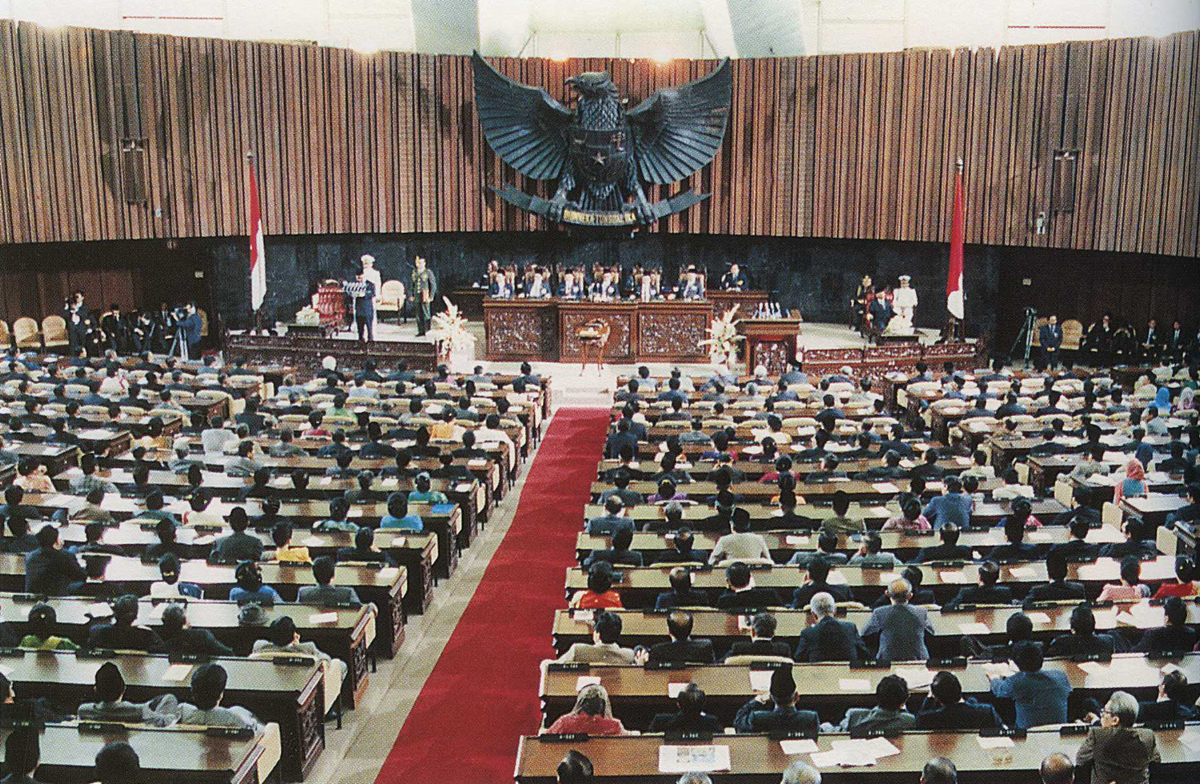
Сухарто, вновь избранный президентом, принимает присягу на заседании НКК. 11 марта 1993 года

В 1991 году индонезийские военные вырезали более двухсот жителей административного центра Восточного Тимора — Дили, в связи с чем Конгресс США сократил помощь индонезийским вооружённым силам по программе IMET. В 1993 году Индонезию посетила Комиссия ООН по правам человека, которая выразила беспокойство по поводу ситуации в Восточном Тиморе. Однако западные страны, в частности США, несмотря на признание грубых нарушений прав человека в Индонезии, продолжали тесное сотрудничество с режимом Сухарто.
В 1996 году дочь Сукарно и председатель Демократической партии Мегавати Сукарнопутри выступила с резкой критикой «нового порядка». Вскоре после этого она была смещена с поста председателя партии и заменена сторонником Сухарто Сурьяди (индон. Suryadi). Сторонники Мегавати Сукарнопутри организовали массовые демонстрации, которые были разогнаны силами правопорядка; несколько демонстрантов погибло, около двухсот человек было арестовано.

## Отставка
Азиатский финансовый кризис 1997 года нанёс огромнейший урон индонезийской экономике. Резко упал курс национальной валюты, иностранные инвесторы начали выводить капиталы из Индонезии. Промышленное производство значительно сократилось, начались увольнения рабочих. Начались массовые демонстрации граждан, в основном студентов, недовольных внутренней политикой Сухарто.

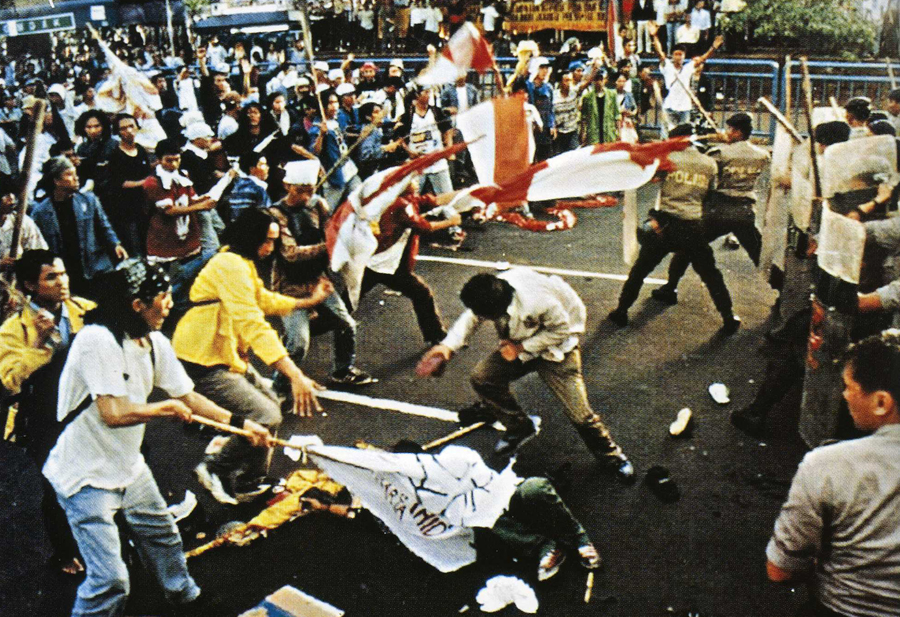
Столкновения индонезийских студентов с полицией. Джакарта, май 1998 года

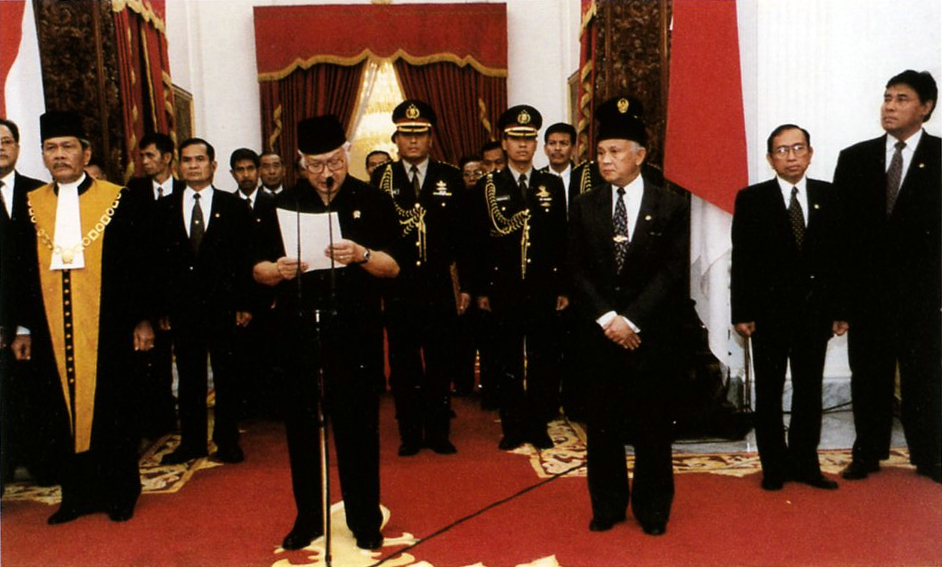
Сухарто объявляет о своей отставке. Справа — вице-президент Хабиби. 21 мая 1998 года, президентский дворец «Мердека», Джакарта

В марте 1998 года Народный консультативный конгресс переизбрал Сухарто на очередной президентский срок. В мае 1998 года во время столкновений с полицией было убито четыре студента — этот инцидент вызвал массовые беспорядки, в результате которых погибло более тысячи человек. 21 мая 1998 года Сухарто объявил о своей отставке с поста президента — в соответствии с конституцией, власть перешла к вице-президенту Бухаруддину Юсуфу Хабиби, избранному на этот пост двумя месяцами ранее. Активное участие в составлении текста заявления об отставке Сухарто принял Юсрил Ихза Махендра, в то время заместитель помощника государственного секретаря, а впоследствии — известный индонезийский политик.
Учитывая изложенные обстоятельства, я считаю, что полноценное выполнение обязанностей по управлению государством и обеспечению национального развития становится для меня весьма затруднительным. Поэтому, принимая во внимание положения статьи 8 Конституции 1945 года я, после тщательного изучения мнений руководства Совета народных представителей и руководства входящих в него фракций, принял решение объявить о своей отставке с поста президента Республики Индонезии с момента оглашения настоящего заявления сегодня, в четверг, 21 мая 1998 года.
 (Из заявления Сухарто об отставке с поста президента Индонезии.)

## Последние годы
После своей отставки Сухарто поселился вместе с семьёй в своём доме в Центральной Яве. К этому времени его состояние, по оценке азиатской версии журнала «Time», оценивалось в 15 миллиардов долларов США. Из них около 9 миллиардов — на счету в австрийском банке, остальные — вложены в акции, недвижимость, драгоценности и произведения искусства. Под контролем семьи бывшего президента находилось около 36 000 км² недвижимого имущества в Индонезии, включая 100 000 м² в Джакарте, а также около 40 % земли в Восточном Тиморе. По версии международной организации Transparency International, за годы своего правления Сухарто присвоил из государственной казны от 15 до 35 миллиардов долларов США.
29 мая 2000 года Сухарто был помещён под домашний арест. В июле 2000 года против него было возбуждено уголовное дело о незаконном присвоении 571 миллиона долларов из средств государственных благотворительных фондов и их использовании на личные и семейные нужды. Однако через два месяца уголовное дело было прекращено по ходатайству врачей, которые заявили, что Сухарто не может присутствовать на судебных заседаниях из-за серьёзных проблем со здоровьем.
В 2002 году правоохранительные органы Индонезии вновь возбудили уголовное дело против Сухарто, но оно также было прекращено из-за плохого состояния здоровья подследственного.
К этому времени Сухарто перенёс три инсульта, его не раз госпитализировали из-за проблем с сердцем и кишечником. Он не мог дышать самостоятельно из-за пневмонии, его дыхание поддерживалось путём искусственной подачи кислорода.
В 2006 году генеральная прокуратура Индонезии вновь попыталась возбудить против него уголовное дело. 9 августа 2007 года в Джакарте начались судебные слушания по гражданскому иску в отношении Сухарто; от бывшего руководителя Индонезии требовали возвратить деньги стране, бесследно исчезнувшие из государственных фондов за время его долголетнего правления. Общая сумма иска составила около полутора миллиардов долларов (440 миллионов исчезнувших средств и ещё 1,1 миллиард в качестве компенсации). Первое заседание суда продлилось не более 20 минут — судья предложил прокуратуре и адвокатам пойти на мировое соглашение, сторонам дали месяц для его достижения. В противном случае судебный процесс возобновится. Сам экс-президент на заседании не присутствовал из-за проблем со здоровьем.
4 января 2008 года Сухарто был госпитализирован в больницу «Пертамина» (индон. Pertamina). 8 января врачи сообщили, что надежды на спасение Сухарто нет, у него зафиксировали водянку, которая повлекла за собой сердечную, легочную и почечную недостаточность. 11 января состояние Сухарто после переливания крови и гемодиализа, резко ухудшилось, у него обнаружили легочную инфекцию, отказали внутренние органы, в том числе мозг, кровяное давление упало. 11—12 января многие СМИ сообщили о смерти Сухарто, но вскоре эта информация была опровергнута. 23 января здоровье экс-президента резко ухудшилось из-за распространения септической инфекции в кровь. 27 января семья Сухарто дала согласие на его отключение от аппарата искусственного дыхания; в 13:10 бывший президент Индонезии скончался.

## Личная жизнь

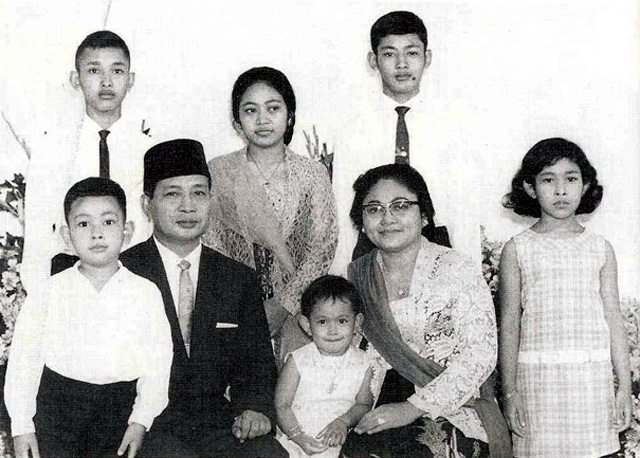
Сухарто и его жена Сити Хартина со своими сыновьями и дочерьми. Передний ряд: Хутомо Мандала Путра, Сухарто, Сити Хутами Энданг Адинингсих, Сити Хартинах и Сити Хедиати Харияди. Задний ряд: Бамбанг Трихатмоджо, Сити Хардиянти Хастути и Сигит Харджоджуданто.

В декабре 1947 года Сухарто женился на Сити Хартина, также известной под прозвищем Мадам Тин (индон. Madam Tien), дочери обедневшего дворянина, принадлежащего к королевскому дому Мангкунегаран. Он прожил с ней в браке почти 50 лет, до её смерти в 1996 году. В семье Сухарто и Сити Хартина было шесть детей:
1. Сити Хардиянти Рукмана[англ.] (индон. Siti Hardiyanti Rukmana, также известна как Тутут (индон. Tutut); род. в 1949 году)
2. Сигит Харджоджуданто (индон. Sigit Harjojudanto; род. в 1951 году)
3. Бамбанг Трихатмоджо (индон. Bambang Trihatmodjo; род. в 1953 году)
4. Сити Хедиати Харияди[индон.] (индон. Siti Hediati Hariyadi, также известна как Титик (индон. Titiek); род. в 1959 году)
5. Хутомо Мандала Путра[англ.] (индон. Hutomo Mandala Putra, также известен как Томми (индон. Tommy), род. в 1962 году; в 2002 году приговорён к 15 годам тюремного заключения за финансовые махинации и организацию убийства судьи, спустя 4 года вышел условно-досрочно[84])
6. Сити Хутами Энданг Адинингиш (индон. Siti Hutami Endang Adiningish, также известна как Мамик (индон. Mamiek), род. в 1964 году).

## Память
С 1993 года в Джакарте действует музей «Пурна Бхакти Пертиви» (индон. Museum Purna Bhakti Pertiwi), значительная часть экспозиции которого посвящена жизни Сухарто.

## Критика
Известный американский политический публицист и философ Ноам Хомский указывает на жестокую природу политического режима, установившегося с приходом к власти Сухарто после военного переворота 1965 года:

Самая большая победа в Индокитае была одержана в 1965 году, когда поддержанный Соединёнными Штатами военный переворот привел к власти генерала Сухарто и тот стал совершать массовые преступления, которые ЦРУ сравнило со злодеяниями Гитлера, Сталина и Мао Цзэдуна. Об этой «ошеломительной массовой резне», как называла её газета New York Times, сообщалось с необузданной эйфорией — вразрез с господствующими в обществе настроениями. (…) Военный переворот устранил угрозу демократии, уничтожив массовую политическую партию бедных и установив диктаторский режим, который потянул за собой самый страшный в мире шлейф нарушений прав человека и открыл богатства страны для западных инвесторов. И то, что после этих и других ужасов, включая вторжение в Восточный Тимор, граничившее с геноцидом, администрация Клинтона в 1995 году принимала Сухарто, называя его «нашим парнем», можно считать маленьким чудом (с. 123).

## Награды
- Египет: Орден Нила[87]
- Италия: Орден «За заслуги перед Итальянской Республикой»[87]
- Великобритания: Орден Бани[87]

## В культуре
Индонезия времён Сухарто в 1980-х годах отображена в фильме 2016 года «Золото». Семья правителя также играет важную роль в картине.